# Dingbian (häradshuvudort i Kina, Shaanxi, lat 37,59, long 107,59)
Dingbian (kinesiska: 定边, 定边县) är en häradshuvudort i Kina. Den ligger i provinsen Shaanxi, i den nordvästra delen av landet, omkring 390 kilometer norr om provinshuvudstaden Xi'an. Antalet invånare är 319 370. Befolkningen består av 152 241 kvinnor och 167 129 män. Barn under 15 år utgör 16,0 %, vuxna 15-64 år 76 %, och äldre över 65 år 6,0 %.
Runt Dingbian är det ganska glesbefolkat, med 42 invånare per kvadratkilometer. Det finns inga andra samhällen i närheten. Trakten runt Dingbian består i huvudsak av gräsmarker.
Genomsnittlig årsnederbörd är 443 millimeter. Den regnigaste månaden är juli, med i genomsnitt 117 mm nederbörd, och den torraste är december, med 1 mm nederbörd.